# Birmingham International
Birmingham International (ang: Birmingham International railway station) – stacja kolejowa w dystrykcie Metropolitan Borough of Solihull, w hrabstwie West Midlands, w Anglii, w Wielkiej Brytanii, na wschód od Birmingham. Stacja znajduje się na West Coast Main Line, 14 km na wschód od Birmingham New Street i obsługuje zarówno międzynarodowy port lotniczy w Birmingham i National Exhibition Centre. Stacja kolejowa znajduje się tuż obok autostrady M42. "International" w nazwie odnosi się do lotniska, nie do międzynarodowych połączeń kolejowych. Stacja została otwarta w dniu 26 stycznia 1976 r. i regularne obsługuje połączenia kolejowe do wielu części kraju. 
Na przełomie 2009/10 z usług stacji skorzystało 4,228 mln pasażerów.

## Połączenia
Virgin Trains
- 3pnh do London Euston.
- 2pnh do Birmingham New Street.
- 1pnh do Wolverhampton przez Birmingham New Street.

CrossCountry
- 1pnh do Manchester Piccadilly.
- 1pnh do Bournemouth.

London Midland
- 4pnh do Birmingham New Street.
- 1pnh do London Euston przez Northampton.
- 1pnh do Northampton.
- 1pnh do Coventry.

Arriva Trains Wales
- 1pnh do Shrewsbury, z czego:
  - 1pn2h do Aberystwyth i Pwllheli po rozdzieleniu do Machynlleth.
  - 1pn2h do Holyhead przez Wrexham General i Chester.